# Ciudadrea magnifica
Ciudadrea magnifica är en insektsart som först beskrevs av Lindberg 1954.  Ciudadrea magnifica ingår i släktet Ciudadrea och familjen dvärgstritar. Inga underarter finns listade i Catalogue of Life.